# ویلیام مک‌کون
ویلیام مک‌کون (انگلیسی: William MacKune; ۶ اوت ۱۸۸۲ – تاریخ ورودی نامعتبر است) ژیمناست هنری اهل بریتانیا بود.